# Scott Chipperfield
Scott Chipperfield (Sydney, 1975. december 30. –) ausztrál labdarúgó, az FC Basel játékosa. Rendelkezik svájci állampolgársággal is.

## Külső hivatkozások
- Chipperfield az FC Basel oldalán
- Scott Chipperfield pályafutásának statisztikái a Soccerbase oldalon (angolul)

- A Migrációs Örökség Hivatal oldala a családjáról
- Profilja a weltfussball.de-n
- Yahoo World Cup Profil
- Profil a foxsports.com-on
- Cikk a theage.com-on
- Profil a transfermarkt.de-n
- Profil[halott link] a worldcup365.com-on
- Profil a football-lineups.com-on